# 小川国彦
- 小川國彦
- 小川国彦

小川 國彦（おがわ くにひこ、1933年（昭和8年）1月8日 - 2017年（平成29年）5月20日）は、日本の政治家。衆議院議員（6期、日本社会党）。成田市長（第12・13代）。

## 来歴
千葉県成田市上町に生まれる。父は成田バス（現千葉交通）に勤めており、市内にある同社社宅で暮らす。
3歳のときに母が死去し、祖父母の手で育てられる。なお、祖父は多古線の駅長をしており、父も成田バスで務める前は曽祖父とともに千代田駅前から宮内庁下総御料牧場へ肥料・飼料・資材等を運搬する運送業を営んでいた。
1936年に父が召集され、1946年の復員までの間、一家は困窮する。戦後の物資不足の中、食料品などを隠匿しヤミに流して儲ける者を目の当たりにし、世の中の矛盾した姿を心に焼き付ける。小川は、このことが後に政治家を志す大きなきっかけになったと考えている。
成田尋常高等小学校・成田中学校・成田高校で学ぶ。君が代を歌わないなど反骨精神旺盛な生徒であったが、担任教諭に才を見出されて弁論大会で入賞を続け、生徒会長なども務める。
父の紹介により小川豊明のもと全国購買農業協同組合連合会で働き、豊明が日本社会党公認として第25回衆議院議員総選挙で当選すると、その代議士秘書を務めた。その傍らで夜学に通い、後に昼間部に転入して1955年に中央大学法学部を卒業する。1959年4月に千葉県議会議員選挙に立候補するも落選。
その後、小川は社会党議員秘書として砂川闘争・60年安保に参加した。東京大学検見川総合運動場が教授やOBのゴルフ場として使われていることに着目して小川が調査を行い、これをもとに1962年2月に豊明が衆議院決算委員会で追及した、としている。
豊明が急死すると、地主から訴訟を起こされていた印旛沼農民らの支援を引き継ぎ、自民党の山村新治郎 (10代目)・社会党の實川清之らとともに問題の解決に努める。このとき、小川は山村から「君は自民党に入ったほうが良い」と勧められている。
1963年4月17日の千葉県議会議員選挙に初当選し、以後千葉県議を3期務めた。この間、公営ギャンブル・東京湾埋立地での事業（船橋ヘルスセンター・東京ディズニーランド）・成田空港問題（後述）等の追及を行う。
1976年12月5日の第34回衆議院議員総選挙で旧千葉2区から立候補して初当選。6期務め、国民生活局長（1985年-1993年）・国民運動委員長（1988年-1993年）を歴任する。
社会問題となっていた駅前の放置自転車対策のため駐輪場整備を促進する「自転車の安全利用の促進及び自転車駐車場の整備に関する法律」を1980年制定させる。1990年に空き缶などの回収促進のためデポジットを定める「空き缶、空きびん等の回収に関する法律案」を提出するが、廃案となる。
1991年5月、前立腺癌のため、千葉県がんセンターに入院する。
1992年1月に政治活動を再開する。抗がん剤で髪の毛が抜け落ちたためにかつらをつけたところ、支持者や母親にも当人と気付かれなかった。1993年の第40回衆議院議員総選挙で落選。
1995年4月23日の成田市長選に以下の「成田市政に対する約束」を掲げて立候補して、小林攻を469票の僅差で破り、当選。
1. 空港問題の完全解決を目指します
2. 市民の税負担を軽減します
3. 清潔な施政を実行します
4. 福祉医療行政を大幅に改善します

1999年4月の成田市長選挙でも再当選して2期務めた。2002年10月に大腸癌で入院する。
2003年3月5日、空港周辺11市町村の合併による「大成田市」構想が市議会で否決されたことを受け、引責辞任した。
2010年からは、「門前町成田を創る会」を発足させ、市民運動を行っていた。
千葉県北総中小企業労務協会・代表理事の会長も務めた。
2017年5月20日、大腸癌のため千葉県南房総市の病院で死去。84歳没。死没日をもって旭日重光章追贈、正四位に叙される。

## 成田空港問題との関わり
小川は、空港問題発生当初、社会党県議としてオルグを現地に送り込み、反対同盟の結成や一坪共有地運動を主導するなどして、富里・八街及び成田・芝山の新東京国際空港（現成田国際空港）反対運動を支援していた。そのため闘争初期の反対派の間では、どこの反対同盟員の家にも小川の写真が置かれ、農家の後継者の仲人や子供の命名を頼まれる程の人気であった。
小川は1987年まで一坪共有地を保有し、一坪運動での国会議員最後の地主であったが、開港後は対話による解決に尽力した。なお、小川は一坪共有地を旧地主に返上しているが、その人物は返上の3週間後に土地を新東京国際空港公団に売却している。また、党や労働組合に働きかけて一坪共有地の解消手続きを推進した。このことは自民党議員からも「おい、一坪どうなった」と冷やかされたが、「新幹線の予定地を買い占めて、もうけるような人とは違うよ」とやり返している。小川が所有していた一坪共有地には革労協の拠点「木の根団結砦」の敷地も含まれる。
1967年1月10日に開かれた空港建設の公聴会で反対の立場から公述を行い、開港に際しては「（公聴会で）私は内陸空港のもつ欠陥を強く指摘したが、11年後の現在もそれは変わっていない。数年後には成田空港の移転が問題になるだろう」と述べていた小川であったが、成田市長就任後は成田空港を生かした地域発展を目指し、B滑走路建設に向けて反対派の説得に回った。小川はこの心境の変化について、「中途半端な空港と共存する故郷の姿は見ていられなかった」としている。
小川の取り組みについては、「空港問題に気丈に向き合う中で、反対闘争の収束に大きく貢献した。」との関係者の評価がある一方で、反対同盟北原派や中核派からは裏切りであるとして非難の対象となっていた。

## 人物・エピソード
- 1963年6月に訪ソ青年親善視察団の一員としてソビエト連邦を訪問している。2004年に著した回想録でも、この訪問が"モスクワのお上りさん"であったと認めつつ、このとき出会ったソ連人たちの人柄やソビエト体制の先進性を称賛している[32]。
- 富里・八街の空港反対運動を支援していたとき、反対派が「そんなら空港は御料牧場につくれや」と言うのを、明治天皇のもとで作られた御料牧場をまさか佐藤内閣が空港に供することはないと考えて聞き流していたが、実際に三里塚案が報じられ衝撃を受けた。小川は、「私のほうが（佐藤）総理大臣より頭が古かった」と自嘲している[24]。
- 成田空港ができたら大発展すると主張する同じ選挙区の山村新治郎 (11代目)から立会演説会場で「それなら小川さんは成田から飛行機に乗らないな」と言われたのに対し、小川は「乗りませんよ」と言い切り、衆議院議員在職中は成田空港を利用しなかった。開港後十数年して、山村から「小川さん、もう成田から飛行機に乗りなさいよ。僕はもう何も言わないよ…」と言われる[33]。なお、成田開港当初は多くの社会党関係者が小川と同様に「成田空港は使わない」として、大阪空港などから海外に出掛けたが、その後なし崩し的に成田を使うようになった[25]。
- 1993年に「社会党が成田闘争を指導した責任」について取材しようとした産経新聞を、「昔のことを蒸し返して社会党の責任を追及するのは当を得ていない」と秘書を通じて拒んだ[25]。
- 現在では千葉県の経済・観光の拠点となっている成田空港や東京ディズニーランドに対して開発・儲け主義・癒着を理由に批判・追及を行うなど、行政・企業に対する一貫した厳しい姿勢で知られており、小川が入院して再起が困難であることを聞いたある公団の幹部は「赤飯を炊こう」と言ったという[34]。

## 著書
- 『利権の海―東京湾埋め立ての虚構』新報新書、1970年
- 『新利権の海―青べか物語の浜から』新報新書、1973年
- 『黒い経済協力―このアジアの現実を見よ』新報新書、1974年
- 『小川国彦の国会報告』中央公論事業出版、1978年
- 『総理大臣の「私生活」はなぜ徹底追及できないのか』三一書房、1993年
- 『成田の空は晴れわたり―川柳、市政報告』葉文館出版、1999年
- 『苦楽を共に大道を行く―小川国彦の政治活動五十年』21世紀の成田を創る会、2001年
- 『成田ゆかりの人物伝』平原社、2002年
- 『心は野にありて―回想録』朝日新聞社出版局、2004年